# Seget
Seget (wł. Seghetto) – wieś w Chorwacji, w żupanii istryjskiej, w mieście Umag. W 2011 roku liczyła 211 mieszkańców.